# Villa semifulvipes
Villa semifulvipes är en tvåvingeart som beskrevs av Joseph Hannum Painter 1962. Villa semifulvipes ingår i släktet Villa och familjen svävflugor. Inga underarter finns listade i Catalogue of Life.